# Sundby naturreservat
Sundby naturreservat ligger på och kring södra Ornö i Stockholms södra skärgård. Det är beläget i Ornö socken i Haninge kommun i Södermanland (Stockholms län). Vissa delar av reservatet har ingått i militärt skyddsområde. Sundby omfattar en yta av 5 175 hektar varav 929 hektar är land. Reservatet bildades år 1965 och reviderades år 1995. Området Varnöfladen räknas som Natura 2000-område.

## Omfattning
Reservatet sträcker sig från Sundby herrgård och söderut över Maren, vidare över betade ängsmarker, berg, småsjöar och skogar ner till Varnöfladen. Det inkluderar även det anslutande kustområdet och i Sundby skärgårdsdel ingår de större öarna Långbäling, Marbäling, Hansten, Sadelöga och Gåssten. Totalt omfattas närmare 30 öar i storleksordningen ner till 1 hektar. Naturreservatet angränsar till Fjärdlångs naturreservat i norr, Huvudskärs naturreservat i öster och Utö naturreservat i sydväst.

## Naturreservatet

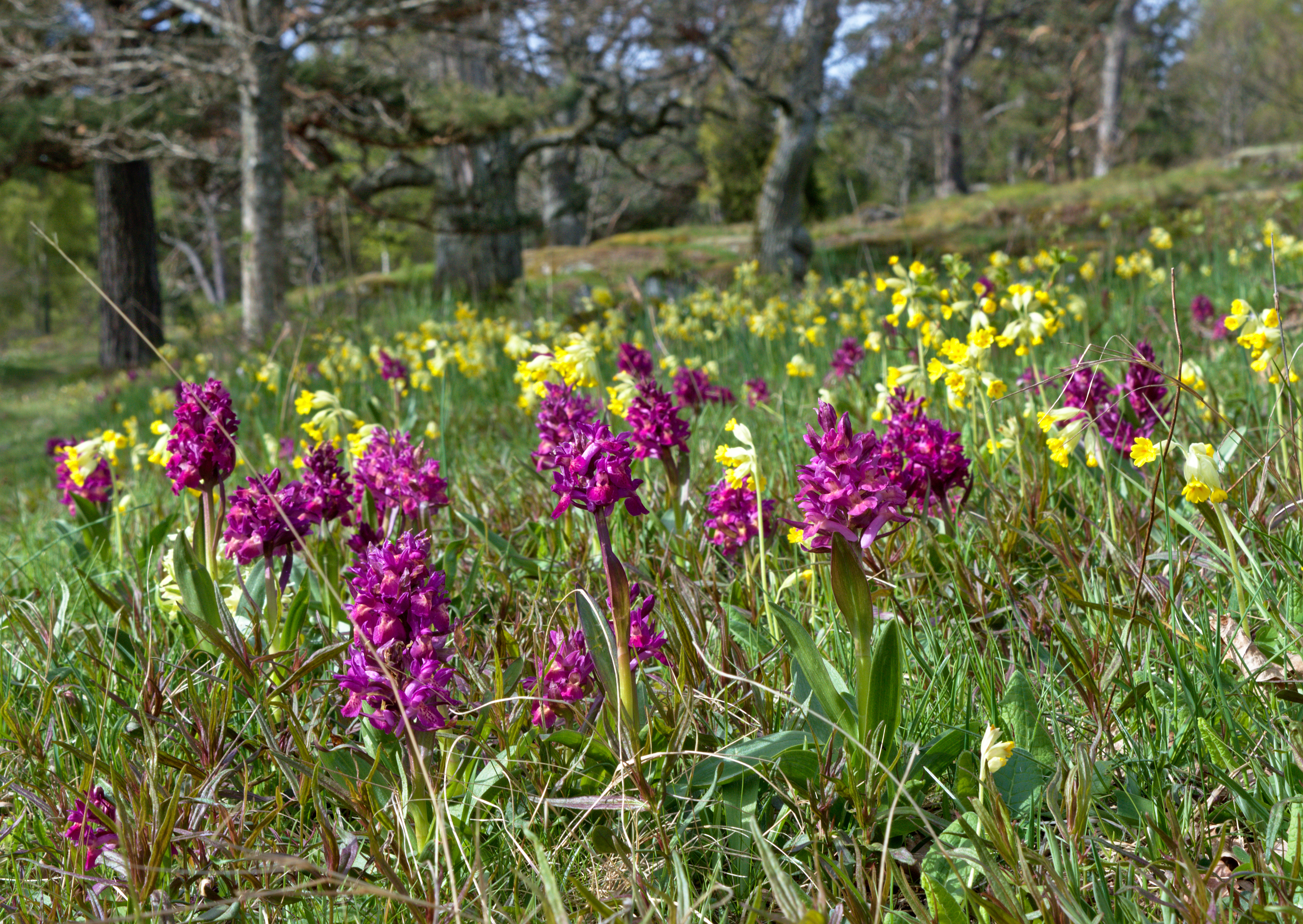
Området Mane äng, under våren finns här rikt med bland annat Gullviva och orkidén Adam och Eva.

Vissa av öarna som ingår i reservatet är helt kala medan de större öarna består av hällmarksområden med glesa träd. På Ornö dominerar till största delen barrskog men kring Maren och vid Varnö finns mer lövskog. Så även på Ängsholmen direkt söder om Ornö. Området kring Maren är till stor del gammal betesmark. På Ornös sydöstra del ligger Manö ängar, känd för sina gigantiska ekar och artrika flora med bland annat orkidéer. På Varnö i sydväst ligger Varnö by som består av ett antal äldre gårdar.
På naturreservatets mindre öar återfinns en mängd typiska skärgårdsfåglar och här finns även områden med kalksten som i sin tur ger en varierande flora.
Inom naturreservatet finns några sjöar varav de största är Maren och Långträsk. Här finns även sjön Stunnträsk som är Stockholms läns djupaste insjö. Häften av sjön Bastumaren ingår i naturreservatets område.
Syftet med reservatet är att bevara skärgårdsnaturen samtidigt som området ska vara tillgängligt för fritidsliv.

## Källa
- ”Sundby”. Länsstyrelsen i Stockholms län. https://www.lansstyrelsen.se/stockholm/besok-och-upptack/naturreservat/sundby.html. Läst 26 mars 2015.
- Haninge kommuns fritidskarta med text utgiven 1989
- Vägvisare till skärgården i Stockholms län, av Alf Nordström och Göran A. Sjöberg. Illustratör Monica Eriksson. Utgiven av Länsstyrelsen i Stockholms län och Stockholms läns landsting 1982. Liber förlag. ISBN 91-38-90139-0